# Pseudafreutreta fatua
Pseudafreutreta fatua är en tvåvingeart som beskrevs av Erich Martin Hering 1942. Pseudafreutreta fatua ingår i släktet Pseudafreutreta och familjen borrflugor. Inga underarter finns listade i Catalogue of Life.